# 豊川町 (函館市)
豊川町（とよかわちょう）は、北海道函館市にある町丁。郵便番号は040-0065。

## 概要
函館市の旧市街地が乗る砂州上の函館港寄りにあり、函館山の最も根元にある町丁で、旧函館郵便局（現・はこだて明治館）や函館市水産物卸売市場がある地域である。
1965年（昭和40年）に地蔵町のすべて、西川町、宝町、船場町、恵比寿町の各一部を合わせて成立した。
函館のイカ食品加工（珍味、水産加工）が古くから盛んな地域の一つ（小舟地区、豊川地区、住吉地区、日の出・広野地区、港地区）。ここでは海産商が経営している。

### 旧町丁の概要
地蔵町
読み方は「じぞうまち」。延命地蔵堂があったことより名付けられ、1791年（寛政3年）にはあった古い地名である。
かつてあった掘割に永国橋（栄国橋,異国橋）が架かっていて、旧幕府軍の幹部土方歳三が戦死した場所の候補の一つとされている（異国橋説）。出典は島田魁、中島登。
明治の初め頃までは箱館市街地の住人を俗に「弁天の衆、大町の旦那、内澗の奴、地蔵のてい」と言われていた。衆とは親方衆、旦那とは問屋の旦那、奴とは「あいつ」「こいつ」と呼ばれる人達、「てい」とはおそらく「低」のことと推測され、つまりこの地域の住民はあまり上品な人達ではないといわれた。
西川町

宝町
1875年（明治8年）4月、義倉（政府が貯蔵米を保管していた倉庫）を高砂町に移した跡に作った町。高田屋の米倉も多く存在していた。
1878年（明治11年）7月10日に公立小学校の宝学校（宝小学校）が開校した。校内では1881年（明治14年）1月23日に初の函館区会議員選挙が行われ、第1回函館区会が開かれた（同年4月5日 - 7月10日、函館市議会発祥の地）。
船場町
1803年（享和3年）に函館奉行が地蔵町沖を、その隣を高田屋嘉兵衛も埋め立てて造船所を作った地である。古築島と言われている。
1872年（明治5年）8月26日に9番地（現・末広町）に「函館気候測量所（現・函館地方気象台）」が設置され観測が開始されたが、1879年（明治12年）6月6日に高砂町19番地（現・若松町）に移転した。

## 主な施設
- 道路
  - 国道279号/国道338号
  - 北海道道675号立待岬函館停車場線
- 公共交通機関
  - 函館市企業局交通部
    - 魚市場通停留場
- 港湾施設
  - 豊川ふ頭（函館港）
- 教育機関
  - 精華学園高等学校函館校 - 山口県山口市に本部がある通信制高校
- 宿泊施設
  - ラビスタ函館ベイ - 共立リゾートが運営するリゾートホテル。開拓使函館常備倉→旧・安田倉庫[11]

### かつてあった主な施設
- 公共施設
  - 函館区役所→函館市役所本庁舎 - 東雲町へ移転
  - 市民館→函館市役所第1仮庁舎→市立函館保健所 - 五稜郭町へ移転
    - 函館競輪場十字街場外車券売場（市立函館保健所と同じ建物） - 末広町へ移転